# Tablice rejestracyjne w Słowenii
Słoweńskie tablice rejestracyjne – system identyfikacji pojazdów stosowany w Słowenii. Tablice rejestracyjne wykonane są z metalu. Od 2004 roku po lewej stronie znajduje się niebieski pasek wyróżniający tablice krajów UE (Euroband). Numer rejestracyjny zapisany jest czarnym tekstem na białym tle. Od 2008 roku powrócono do wzoru sprzed 2004 roku (z zieloną ramką), dodano do niego jedynie Euroband. Obowiązkowe jest posiadanie dwóch tablic: z przodu i z tyłu samochodu.
W międzynarodowym kodzie samochodowym Słowenia ma symbol – SLO.

## Wyróżniki regionów
Pierwsze dwie litery, znajdujące się przed naklejką z herbem, określają miejsce pierwszej rejestracji samochodu. Sam herb jest wyróżnikiem podregionu.
| Kod | Region         | Podregiony |
| --- | -------------- | --- |
| CE  | Celje          | Celje, Laško, Mozirje, Slovenske Konjice, Šentjur, Šmarje pri Jelšah, Velenje, Žalec                                             |
| GO  | Nova Gorica    | Ajdovščina, Idrija, Tolmin, Nova Gorica                                                                                          |
| KK  | Krško          | Brežice, Krško, Sevnica |
| KP  | Koper          | Izola, Koper, Piran, Sežana, Ilirska Bistrica                                                                                    |
| KR  | Kranj          | Jesenice, Kranj, Radovljica, Škofja Loka, Tržič                                                                                  |
| LJ  | Ljubljana      | Cerknica, Domžale, Grosuplje, Hrastnik, Kamnik, Kočevje, Litija, Ljubljana, Logatec, Ribnica, Trbovlje, Vrhnika, Zagorje ob Savi |
| MB  | Maribor        | Lenart, Maribor, Ormož, Pesnica, Ptuj, Ruše, Slovenska Bistrica                                                                  |
| MS  | Murska Sobota  | Gornja Radgona, Lendava, Ljutomer, Murska Sobota                                                                                 |
| NM  | Novo mesto     | Črnomelj, Metlika, Novo Mesto, Trebnje                                                                                           |
| PO  | Postojna       | Postojna |
| SG  | Slovenj Gradec | Dravograd, Radlje ob Dravi, Ravne na Koroškem, Slovenj Gradec                                                                    |

## Pozostałe wyróżniki
| Kod | Znaczenie |
| --- | --- |
| P   | pojazdy policyjne |
| PR  | tablice tymczasowe |
| CMD | pojazdy należące do placówek dyplomatycznych i przedstawicielstw organizacji międzynarodowych, które wykorzystuje szef misji dyplomatycznej lub misji organizacji międzynarodowych       |
| CD  | inne pojazdy należące do misji dyplomatycznych lub przedstawicielstw organizacji międzynarodowych i ich pracowników, którzy mają status dyplomaty                                        |
| CC  | pojazdy misji konsularnej |
| M   | pojazdy, których właścicielami są cudzoziemcy zatrudnieni jako personel administracyjny lub techniczny przedstawicielstwa dyplomatycznego, konsularnego lub organizacji międzynarodowych |
| SV  | pojazdy wojskowe |